# Primera División de Bolivia 1988
La LFPB 1988 fue la 12° Temporada de la Liga de Fútbol Profesional Boliviano. Se dividió en 2 fases: Primera y Segunda. El Campeón fue Bolívar al ganar la Final del Campeonato, obteniendo su 6° título en la era profesional y 12° de Primera División.

## Formato
El campeonato de 1988 se llevó a cabo desde el 17 de julio de ese año hasta el 29 de enero de 1989, se disputó en aproximadamente 6 meses y esto fue debido a la decisión que tomó la CONMEBOL de iniciar la Copa Libertadores del año 1989 en febrero, por lo que los dirigentes ligeros decidieron hacer un campeonato lo más corto posible. Aprobando en comité ejecutivo del 25 de junio que el torneo inicie el domingo 10 de julio, dividiendo el torneo en una primera fase con dos grupos de 7 equipos cada uno, cuyos clasificados jugarían una liguilla final, donde se definiría al campeón y subcampeón de la temporada, pero no fue así; y en parte debido a la solicitud de retiro de Petrolero de Cochabamba, que por problemas económicos decidió dejar la Liga; y la solicitud del departamento de Potosí de recuperar la plaza ligera que el club Municipal había perdido el año anterior ante el abandono intempestivo que hizo en pleno campeonato. Por lo que en reunión el 5 de julio de 1988 se cambia el formato del campeonato (aceptando la renuncia del club Petrolero y negando la reincorporación de la plaza potosina) y se acordó la siguiente forma:
Solo trece clubes participaron del campeonato, que se llamó Casto Méndez y que consistió de dos fases: 
La Primera Fase se disputó bajo el sistema "Todos contra todos" con partidos de local y visitante por cada uno de los clubes. Los primeros siete clubes clasificaron a la siguiente fase. El clasificado como primero ganaría uno de los cupos para la Copa Libertadores de 1989 y la posibilidad de disputar el partido final para decidir al campeón y subcampeón de la gestión 1988. El último club en este torneo descendería directamente (y no habría ascenso para la siguiente temporada como se iba haciendo hasta entonces, en función de limitar el número de clubes a doce). Inició el domingo 17 de julio de 1988 y terminó el 4 de diciembre del mismo año.
La Segunda Fase debió ser una liguilla entre los siete clasificados, con el sistema todos contra todos y el primer clasificado de esta liguilla ganaría el siguiente cupo a la libertadores y el derecho de disputar la final del campeonato. No sucedió así y en una reunión intempestiva el 7 de diciembre se decidió hacer un torneo de dos grupos (grupo de La Paz y Grupo de Cochabamba-Santa Cruz) Los dos primeros de cada grupo jugarían partidos semifinales (el primero de cada grupo con el segundo del otro grupo) y una final entre los ganadores. El que gane esta fase tendría el pase a la Copa Libertadores y el derecho a disputar la final del torneo con el ganador de la primera fase. Esta fase inició el 11 de diciembre y terminó el 22 de enero de 1989.
El Campeón y subcampeón del torneo se decidió en un solo partido que se disputó el domingo 29 de enero de 1989 y ambos clasificaron a la Copa Libertadores 1989.

## Equipos y Estadios
| Equipo                 | Fundación                | Ciudad     | Estadio                 |
| ---------------------- | ------------------------ | ---------- | ----------------------- |
| Always Ready           | 13 de abril de 1933      | La Paz     | Simón Bolívar           |
| Aurora                 | 27 de mayo de 1935       | Cochabamba | Félix Capriles          |
| Blooming               | 1 de mayo de 1946        | Santa Cruz | Ramón Tahuichi Aguilera |
| Bolívar                | 12 de abril de 1925      | La Paz     | Simón Bolívar           |
| Ciclón                 | 21 de septiembre de 1951 | Tarija     | IV Centenario           |
| Deportivo Litoral      | 22 de marzo de 1932      | La Paz     | Hernando Siles          |
| Destroyers             | 14 de septiembre de 1948 | Santa Cruz | Ramón Tahuichi Aguilera |
| Oriente Petrolero      | 5 de noviembre de 1955   | Santa Cruz | Ramón Tahuichi Aguilera |
| Real Santa Cruz        | 2 de mayo de 1962        | Santa Cruz | Ramón Tahuichi Aguilera |
| San José               | 19 de marzo de 1942      | Oruro      | Jesús Bermúdez          |
| The Strongest          | 8 de abril de 1908       | La Paz     | Hernando Siles          |
| Universitario de Sucre | 5 de abril de 1961       | Sucre      | Morro de Surapata       |
| Wilstermann            | 24 de noviembre de 1949  | Cochabamba | Félix Capriles          |

## Primera Fase

### Tabla de posiciones
| Pos | Equipo                 | Pts | PJ | G  | E | P  | GF | GC | Dif |
| --- | ---------------------- | --- | -- | -- | - | -- | -- | -- | --- |
| 1º  | Bolívar                | 35  | 24 | 15 | 5 | 4  | 53 | 22 | 31  |
| 2º  | The Strongest          | 31  | 24 | 13 | 5 | 6  | 36 | 16 | 20  |
| 3º  | Wilstermann            | 29  | 24 | 12 | 5 | 7  | 34 | 18 | 16  |
| 4º  | Oriente Petrolero      | 29  | 24 | 11 | 7 | 6  | 36 | 27 | 9   |
| 5º  | Blooming               | 26  | 24 | 10 | 6 | 8  | 39 | 29 | 10  |
| 6º  | Deportivo Litoral      | 26  | 24 | 10 | 6 | 8  | 34 | 29 | 5   |
| 7º  | Destroyers             | 25  | 24 | 9  | 7 | 8  | 40 | 37 | 3   |
| 8º  | Always Ready           | 25  | 24 | 9  | 7 | 8  | 29 | 35 | -6  |
| 9º  | Real Santa Cruz        | 21  | 24 | 8  | 5 | 11 | 27 | 45 | -18 |
| 10º | San José               | 20  | 24 | 8  | 4 | 12 | 39 | 40 | -1  |
| 11º | Ciclón                 | 19  | 24 | 8  | 3 | 13 | 29 | 47 | -18 |
| 12º | Universitario de Sucre | 16  | 24 | 6  | 4 | 14 | 23 | 43 | -20 |
| 13º | Aurora                 | 10  | 24 | 3  | 4 | 17 | 20 | 46 | -26 |

Pts = Puntos; PJ = Partidos Jugados; G = Partidos Ganados; E = Partidos Empatados; P = Partidos Perdidos; GF = Goles Anotados; GC = Goles Recibidos; Dif = Diferencia de gol
|  | Ganador de la Primera Fase y Clasificado la Final del Campeonato |
|  | Clasificados a la Segunda Fase.                                  |
|  | Descendido a Segunda División.                                   |

## Segunda Fase

### Fase de grupos

#### Grupo A
Lo conformaron los equipos de La Paz clasificados del torneo anterior: Bolívar, The Strongest y Deportivo Litoral.
| Pos | Equipo            | Pts | PJ | G | E | P | GF | GC | Dif |
| --- | ----------------- | --- | -- | - | - | - | -- | -- | --- |
| 1º  | Bolívar           | 6   | 4  | 3 | 0 | 1 | 8  | 4  | 4   |
| 2º  | The Strongest     | 4   | 4  | 2 | 0 | 2 | 6  | 5  | 1   |
| 3º  | Deportivo Litoral | 2   | 4  | 1 | 0 | 3 | 4  | 9  | -5  |

Pts = Puntos; PJ = Partidos Jugados; G = Partidos Ganados; E = Partidos Empatados; P = Partidos Perdidos; GF = Goles Anotados; GC = Goles Recibidos; Dif = Diferencia de gol

#### Grupo B
Lo conformaron los equipos de Santa Cruz: Oriente Petrolero, Blooming y Destroyers, además Wilstermann de Cochabamba.
| Pos | Equipo            | Pts | PJ | G | E | P | GF | GC | Dif |
| --- | ----------------- | --- | -- | - | - | - | -- | -- | --- |
| 1º  | Oriente Petrolero | 10  | 6  | 4 | 2 | 0 | 9  | 3  | 6   |
| 2º  | Destroyers        | 8   | 6  | 3 | 2 | 1 | 9  | 6  | 3   |
| 3º  | Blooming          | 4   | 6  | 2 | 0 | 4 | 6  | 10 | -4  |
| 4º  | Wilstermann       | 2   | 6  | 0 | 2 | 4 | 3  | 8  | -5  |

Pts = Puntos; PJ = Partidos Jugados; G = Partidos Ganados; E = Partidos Empatados; P = Partidos Perdidos; GF = Goles Anotados; GC = Goles Recibidos; Dif = Diferencia de gol

### Fase final
|  | Semifinales           | Semifinales           | Semifinales           |   |            | Final                 | Final                 | Final                 |  |
|  | Del 11 al 15 de enero | Del 11 al 15 de enero | Del 11 al 15 de enero |   |            | Del 18 al 22 de enero | Del 18 al 22 de enero | Del 18 al 22 de enero |  |
|  |                       |                       |                       |   |            |                       |                       |                       |  |
|  |                       |                       |                       |   |            |                       |                       |                       |  |
|  | Bolívar               | 0                     | 0                     |   |            |                       |                       |                       |  |
|  | Bolívar               | 0                     | 0                     |   |            |                       |                       |                       |  |
|  | Destroyers            | 0                     | 2                     |   |            |                       |                       |                       |  |
|  | Destroyers            | 0                     | 2                     |   | Destroyers | 1                     | 0                     |                       |  |
|  |                       |                       |                       |   | Destroyers | 1                     | 0                     |                       |  |
|  |                       |                       | The Strongest ***     | 3 | 2          |                       |                       |                       |  |
|  | Oriente Petrolero     | 1                     | The Strongest ***     | 3 | 2          | 1                     |                       |                       |  |
|  | Oriente Petrolero     | 1                     |                       |   |            | 1                     |                       |                       |  |
|  | The Strongest         | 0                     | 3                     |   |            |                       |                       |                       |  |
|  | The Strongest         | 0                     | 3                     |   |            |                       |                       |                       |  |
|  |                       |                       |                       |   |            |                       |                       |                       |  |

| *** | Ganador de la Segunda Fase y Clasificado la Final del Campeonato |

## Final del Campeonato
La disputaron Bolívar y The Strongest por ganar la Primera y Segunda Fase respectivamente.
| 29 de enero de 1989 | Bolívar                                            | 3:0 (1:0) | The Strongest | Estadio Hernando Siles, La Paz |                            |
|                     | Juan Urruti 5' · Jorge Hirano 76' · Luis Takeo 90' |           |               | Árbitro(s): Armando Aliaga     | Árbitro(s): Armando Aliaga |

## Campeón
|                                                                     |
| LFPB 1988 Bolívar 6.o Título Liguero 12° Título de Primera División |